# Carlos Lampe
 Carlos Emilio Lampe Porras  (Santa Cruz de la Sierra, 1987. március 17. –) bolíviai labdarúgó, a San José kapusa.